# Scalenus ysmaeli
Scalenus ysmaeli es una especie de escarabajo longicornio del género Scalenus, tribu Callichromatini, subfamilia Cerambycinae. Fue descrita científicamente por Hüdepohl en 1987.

## Descripción
Mide 30-40 milímetros de longitud.

## Distribución
Se distribuye por Filipinas.